# Gislebert (sculpteur)
Pour les articles homonymes, voir Gislebert.
Gislebert ou Gislebertus est probablement le nom d'un sculpteur français du XIIe siècle connu pour son travail à la cathédrale Saint-Lazare d'Autun dont le tympan est signé de ce nom. La sculpture La Tentation d'Ève lui est généralement attribuée.
Son style est caractéristique de l’art roman bourguignon que l'on retrouve dans les sculptures de la basilique Sainte-Marie-Madeleine de Vézelay.

## Controverse sur le nom

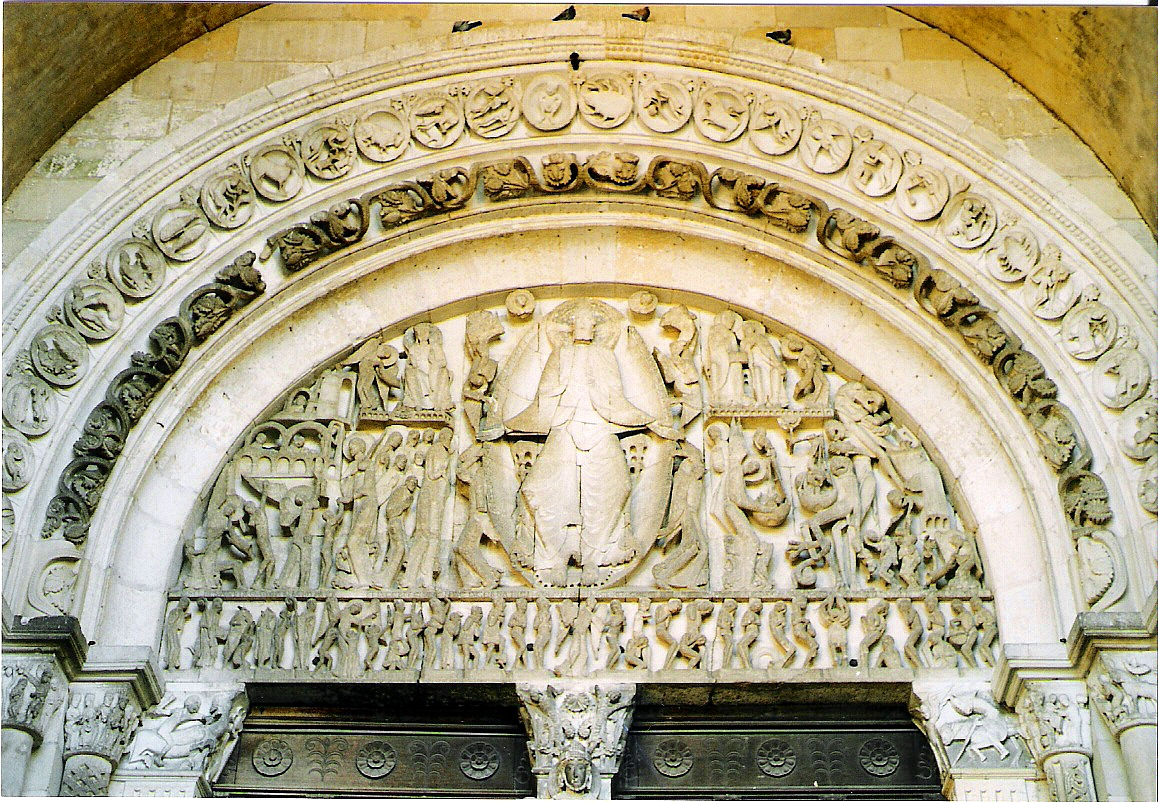
Tympan du jugement dernier (vers 1140), cathédrale Saint-Lazare d'Autun.

Le tympan de la cathédrale Saint-Lazare d'Autun est attribué à Gislebert. L’inscription « Gislebertus Hoc Fecit » (« Gislebertus a fait cela ») est en effet gravée sous la mandorle contenant, au centre du tympan, la représentation du Christ en gloire.
Il est toutefois possible que ce nom désigne un commanditaire ou une personnalité locale impliquée dans la mise en œuvre de l’édifice. Dans ce cas, le nom du maître du tympan resterait inconnu, comme d’ailleurs celui de nombreux artistes d’une époque où l’entreprise collective était une valeur plus forte que la reconnaissance individuelle.
C’est la thèse défendue par Linda Seidel, dans son livre Legends in Limestone. Lazarus, Gislebertus, and the Cathedral of Autun paru en 1999. Elle s’y livre à une analyse de la signification que le Moyen Âge donne à la commémoration du nom. Et conclut que l’inscription « Gislebertus Hoc Fecit » renvoie sans doute à un important personnage engagé dans la mise en valeur des reliques de saint Lazare, reliques pour lesquelles la cathédrale a été construite. Pour Linda Seidel, ce type d'inscription a avant tout une fonction mémorielle et d'hommage à un ascendant connu.
Une enquête historique l’amène à poser l’hypothèse que le dit Gislebertus, ou Gilbert, était en fait un noble local ayant vécu bien avant l’édification de la cathédrale saint Lazare. D'après Linda Seidel, il fut comte d’Avallon, comte de Chalon (vers 938), comte d'Autun (vers 942) et enfin comte principal des Bourguignons (de 952 à 956). Elle lui attribue, sans le définir vraiment, un rôle dans l’acquisition des reliques de saint Lazare. Celles-ci furent données à l'église d'Avallon par Henri Ier de Bourgogne, le fils d'Hugues le Grand, qui fut duc de Bourgogne de 965 à 1002. Son frère, Otton de Bourgogne, était le gendre  du comte Gislebert. Ce rôle hypothétique attribué, selon Linda Seidel, à Gislebert, comte principal des Bourguignons de 952 à 956, lui vaudrait d'être signalé par l'inscription « Gislebertus Hoc Fecit » au-dessus du tympan de la cathédrale d'Autun.
Selon Pierre Alain Mariaux, professeur ordinaire d’histoire de l’art du Moyen Âge et de muséologie, cette hypothèse est plausible. Il y apporte cependant quelques nuances. Se fondant sur le Corpus des inscriptions de la France médiévale, il constate que les signatures d’artistes, si elles sont rares au Moyen Âge, sont quand même bien présentes et connaissent même une forte progression à la fin du XIe siècle. Mais, en général, l’artiste signe « Me fecit », plutôt que « Hoc fecit » qui est surtout utilisé pour les commanditaires et donateurs. Cette observation semble donc accréditer la thèse de Linda Seidel, qui voit en Gislebertus un donateur ancien dont on a voulu honorer l'histoire et la mémoire.
Toutefois, Pierre Alain Mariaux remarque que dans certains cas, « Hoc fecit » pourrait aussi désigner l’artiste. Il n’exclut donc pas que Gislebertus soit bien le nom du sculpteur du tympan de la cathédrale saint-Lazare, et qu'il aurait gravé « Hoc fecit » en raison de l’ampleur du travail réalisé par lui. Mariaux précise : « Dès lors, en modifiant une formule consacrée (hoc fecit à la place de l’habituel me fecit), le sculpteur Gislebertus montrerait, une fois le travail accompli, une fierté légitime, justifiée par l’ampleur de la tâche : créer un monument qui donne l’impression d’avoir une histoire, pour répondre aux vœux de l’évêque et de sa communauté ».

## Œuvres

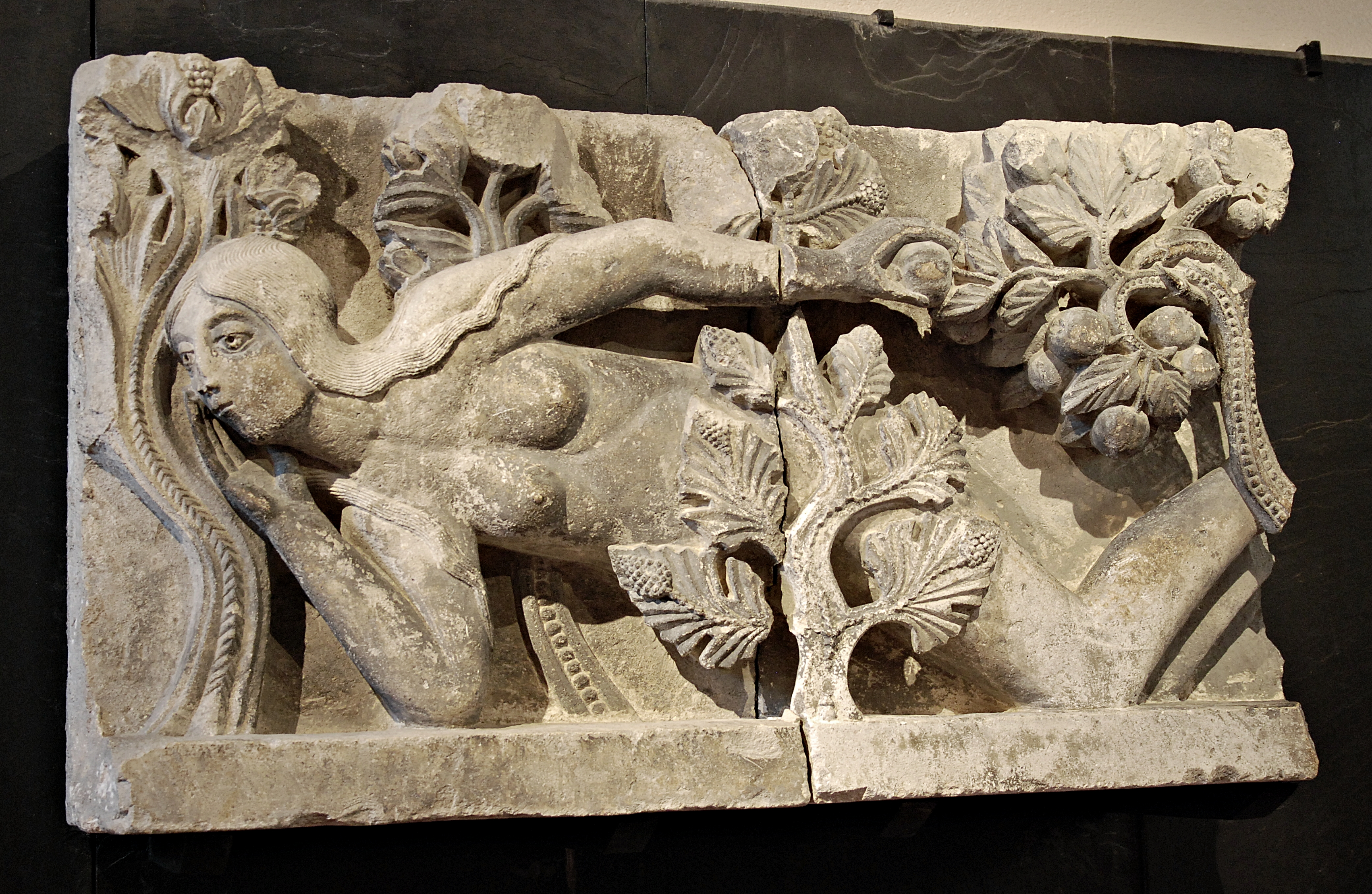
La Tentation d'Ève (vers 1130), Autun, musée Rolin.

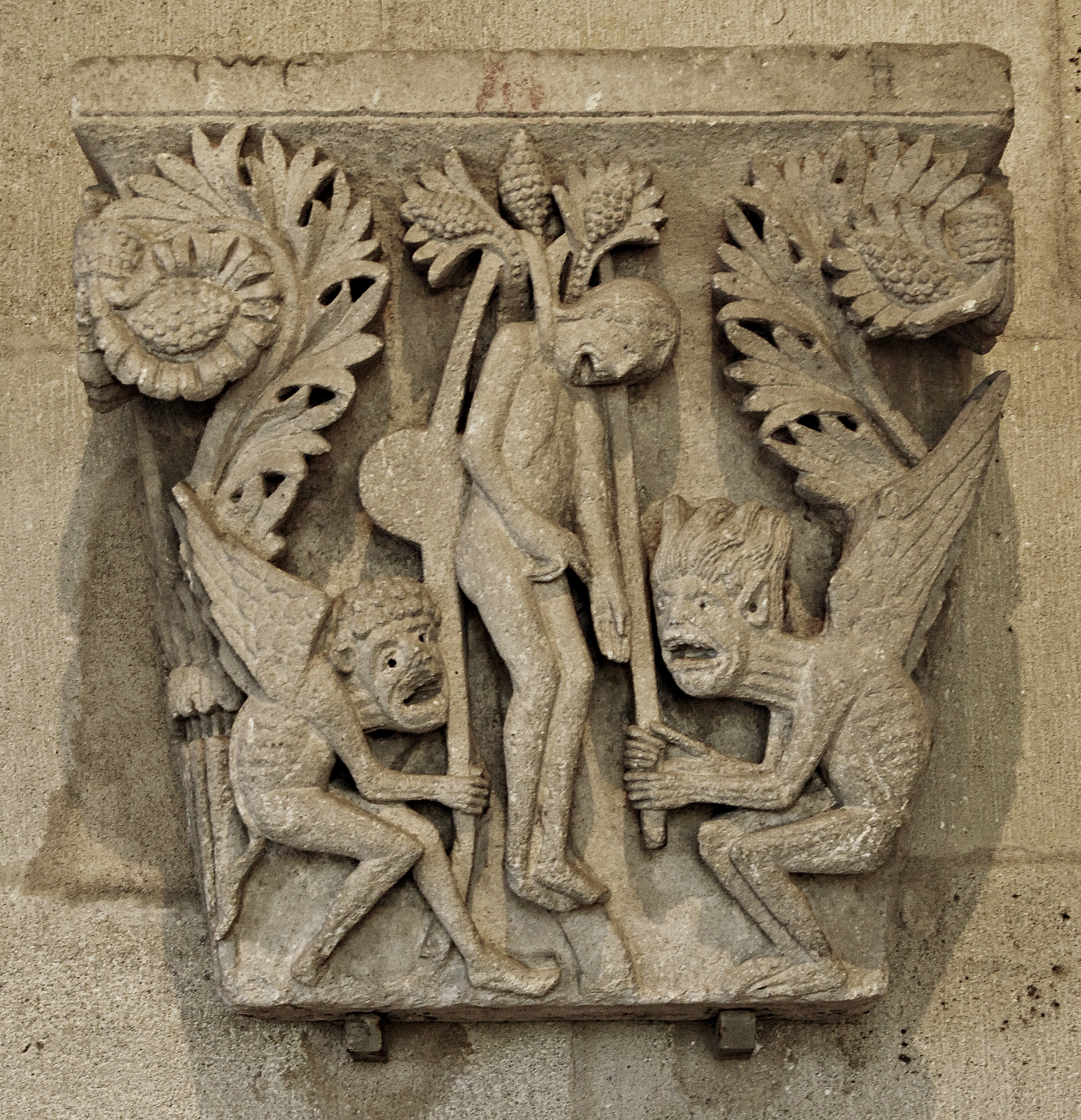
Le Suicide de Judas, chapiteau, cathédrale Saint-Lazare d'Autun.

Si l'on ne peut attribuer avec certitude le tympan de la cathédrale Saint-Lazare d'Autun au dénommé Gislebertus, il est toutefois assez clair qu'un sculpteur de talent a réalisé cette œuvre. Ce « maître sculpteur du tympan de la cathédrale Saint-Lazare », qu'il se nomme ou non Gislebertus, est reconnu comme un artiste d'exception. Son talent a suscité des recherches, fondées sur l'analyse de son style, pour vérifier si on pouvait lui attribuer d'autres travaux de sculpture dans la cathédrale et ailleurs.
Dans leur livre, Gislebertus, sculpteur d'Autun, publié en 1960, Denis Grivot et George Zarnecki tiennent pour acquis que le créateur du Tympan du jugement dernier a aussi dirigé de bout en bout le chantier de sculpture de la cathédrale Saint-Lazare. Son style est reconnaissable en maints endroits et, s'il s'est évidemment fait aider, il a toutefois inspiré nombre d'œuvres et met sans doute lui-même fréquemment la touche finale à plusieurs d'entre elles. Selon les mêmes auteurs, il est notamment le sculpteur de tous les chapiteaux du chœur et de la nef.
En réponse à ce livre de Grivot et Zarnecki, Francis Salet, dans un article paru dans le Bulletin monumental en 1961, estime qu'on ne peut attribuer au sculpteur du tympan du jugement dernier qu'une partie des chapiteaux de la cathédrale. Il lui en accorde onze avec certitude : Les Pèlerins d'Emmaüs, L'Apparition à Marie-Madeleine, Le Martyre de saint Étienne, La Seconde tentation du Christ, La Délivrance de saint Pierre, La Chute de Simon le magicien, Le Sacrifice d'Isaac, L'Arbre de Jessé, Saint Vincent, Les Joueurs de balle et L'Annonce à Joseph.
Toujours d'après Francis Salet, onze autres chapiteaux sont sans doute de sa main, mais comportent néanmoins des faiblesses inhabituelles chez lui. Il s'agit de La Mort de Caïn, de l’Annonce à sainte Anne, du Quatrième ton du plain-chant, du Suicide de Judas, de Samson renversant le temple, du Veau d'or, de La Présentation d'une église, de l’Ascension de Simon le magicien, de Constantin, de Dieu interrogeant Caïn, et du Combat de Jacob contre l'ange.
Quant aux autres chapiteaux du chœur et de la nef, ils ne seraient, selon Salet, pas de lui, même s'il a pu, en partie, en inspirer le style.
En revanche, La Tentation d'Ève, linteau qui figurait sur un portail latéral, lui est bien attribué, ainsi que les quatre chapiteaux encore en place sur le même portail.
Par ailleurs, Grivot et Zarnecki pensent reconnaître sa main dans certains vestiges du portail occidental de Cluny. Ils posent aussi l'hypothèse de sa présence à Vézelay. Son travail à Autun étant terminé, il serait allé sur le chantier de la basilique sainte Marie-Madeleine. D'après les auteurs, son style très particulier y est reconnaissable par endroits (au niveau de la tribune sud et de l'ancien tympan du grand portail extérieur). Toutefois, il se peut qu'il ait fait école et que ce ne soit là que le travail d'un de ses élèves, passé auparavant par Autun.

## Style

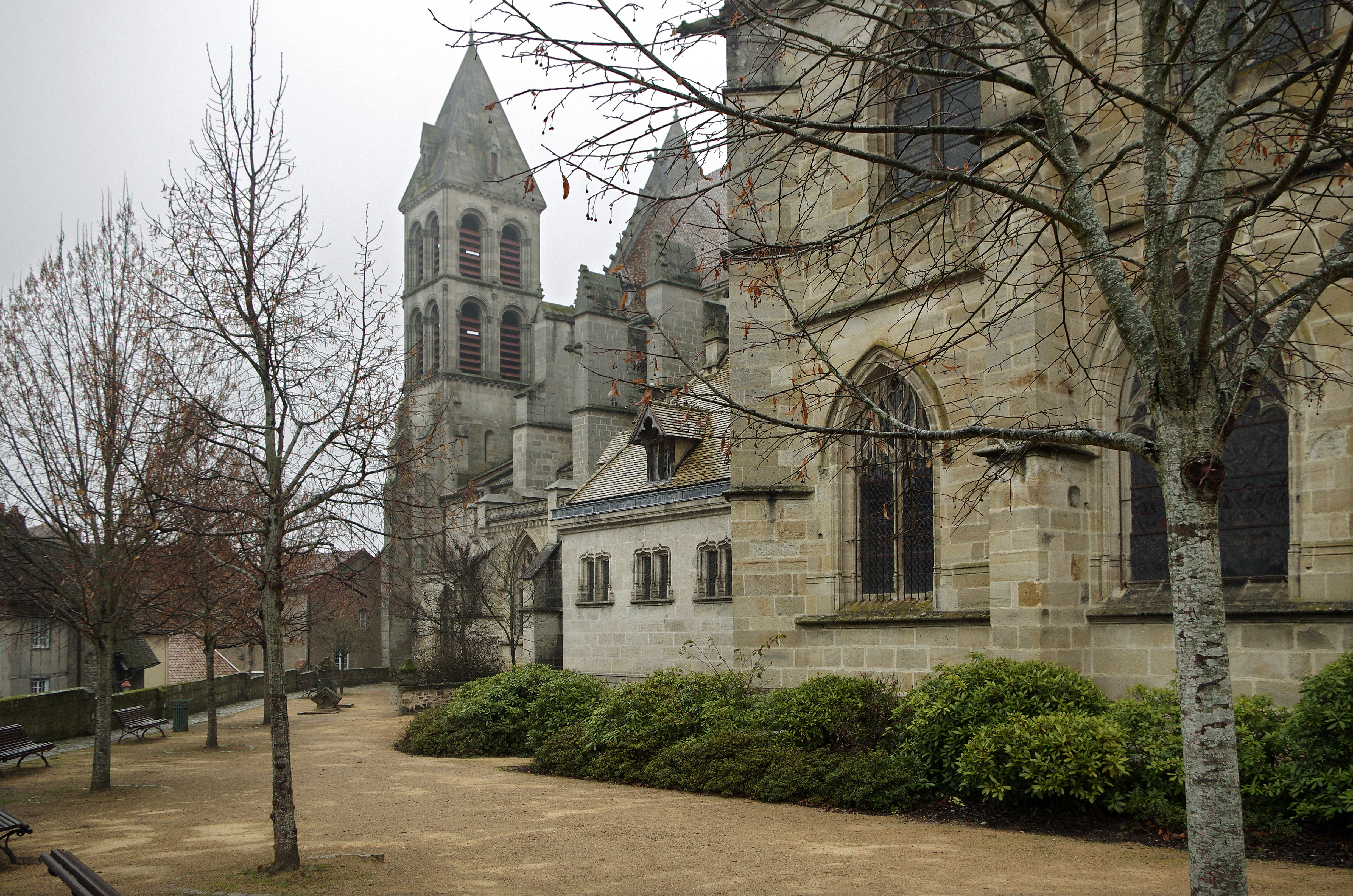
Le clos Gislebertus, contigu à la cathédrale Saint-Lazare.

L'art de Gislebertus est tout en mouvement et expression. Ses personnages sont comme pris sur le vif, rarement statiques, souvent penchés, faisant des gestes inattendus et particulièrement expressifs.
Les corps sont très allongés, plus que la norme habituelle. La tête, au contraire, est souvent réduite en proportion du reste du corps. Les visages sont sculptés sans recherche d'une grâce ou d'une finesse qui les mettrait artificiellement en valeur. Les joues sont pleines, le menton arrondi, le front plutôt bas. Mais l'expression est partout, surtout dans le regard, et dans la tension dramatique contenue dans chaque figure.
Ces traits se retrouvent dans le tympan de la cathédrale Saint-Lazare, mais aussi dans la plupart des œuvres qui lui sont attribuées,.

## Expositions
- Ève ou la folle tentation, Autun, musée Rolin, du 23 juin au 15 octobre 2017.